# Ugolino di Vieri (poeta)
Ugolino di Vieri detto il Verino (Firenze, 1438 – Firenze, 10 maggio 1516) è stato un poeta italiano.

## Biografia
Nacque da una nobile famiglia fiorentina di magistrati della repubblica. Avviato subito alla professione giuridica, trovò comunque il tempo di perfezionarsi in scienze umanistiche e in lingua latina presso il letterato e poeta Cristoforo Landino. 
Nonostante praticasse la professione di notaio, era noto a Firenze soprattutto come compositore di esametri latini tanto che era accreditato poeta alla corte di Lorenzo il Magnifico. Proprio nella sua veste di umanista ebbe tra i suoi molti allievi di ars poetandi anche il traduttore Francesco Pitti, lo scrittore Pietro Crinito e il cardinale Giovanni de' Medici, poi papa Leone X.
Già prima della cacciata dei Medici da Firenze instaurò un rapporto di stima ed amicizia personale con Girolamo Savonarola che, con il ritorno della città all'antica repubblica, continuò e si rafforzò, finendo per diventare militanza attiva nel partito-fazione dei "Piagnoni". Proprio per questo, dopo il rovescio di sorte e la condanna al rogo del domenicano, cadde in disgrazia presso l'aristocrazia fiorentina. Per recuperare il prestigio perduto tentò di negare o meglio di abiurare i suoi rapporti con il frate ma il palese e insincero voltafaccia servì solo ad inimicarsi anche le simpatie del popolo fiorentino.
Le sue opere, che da sempre erano circolate manoscritte, vennero pubblicate a stampa postume: il De Illustratione Urbis Florentiae libri tres a Parigi nel 1583, il Triumphus Vita Matthiae Pannoniae Regis a Lione nel 1677, i Carmina Illustrium Poetarum Italorum a Firenze nel 1724 e le Opere (complete) a Venezia nel 1740.